# یواس‌اس هانچ (اس‌پی-۱۱۹۷)
یواس‌اس هانچ (اس‌پی-۱۱۹۷) (به انگلیسی: USS Hunch (SP-1197)) یک کشتی بود که طول آن ۳۵ فوت ۲ اینچ (۱۰٫۷۲ متر) بود. این کشتی در سال ۱۹۰۷ ساخته شد.